# کاکتوس‌های مهتاب
سلنیسرئوس(نام علمی: Selenicereus) نام یک سرده از تیره کاکتوس است.